# Herbert E. Wolff

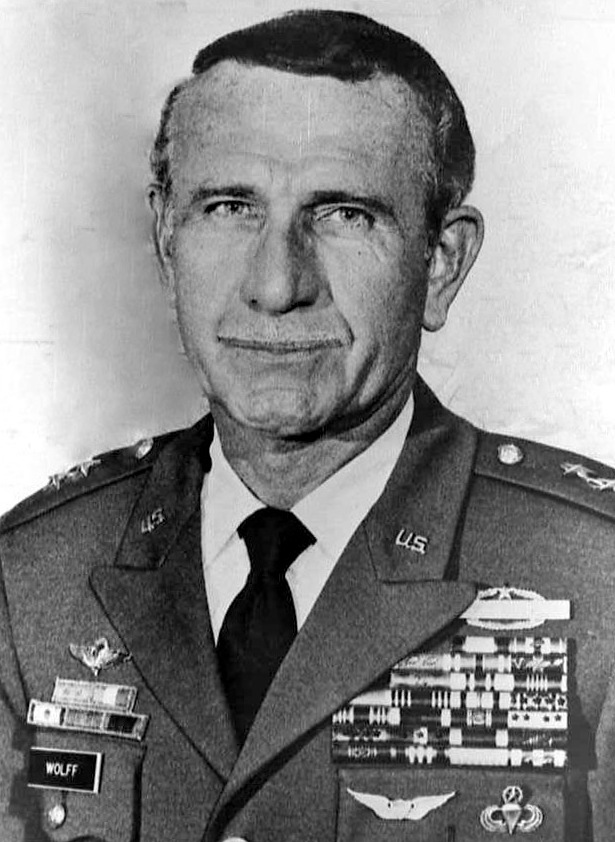
Herbert E. Wolff

Herbert Eric Wolff (* 24. Mai 1925 in Köln, Deutschland; † 17. April 2009 in Honolulu, Hawaii) war ein Generalmajor der United States Army.
Herbert Wolff wurde 1925 in Köln geboren. Im Jahr 1939 floh er mit seiner Familie vor den Nationalsozialisten in die Vereinigten Staaten. Dort versuchte er zu Beginn des Zweiten Weltkriegs in die U.S. Streitkräfte aufgenommen zu werden. Er wurde aber wegen seiner deutschen Herkunft als unzuverlässig eingestuft und abgelehnt. Im Jahr 1943 wurde er dann doch zur U.S. Army eingezogen und auf dem pazifischen Kriegsschauplatz eingesetzt. Dabei nahm er unter anderem an Kämpfen auf den Philippinen teil. Für seine Verdienste wurde er mit dem Silver Star ausgezeichnet. Im Jahr 1945 wurde er als Leutnant in das Offizierskorps des Heeres aufgenommen. In der Armee durchlief er anschließend alle Offiziersränge vom Leutnant bis zum Zwei-Sterne-General.
Im Lauf seiner militärischen Karriere absolvierte Herbert Wolff verschiedene Kurse und Schulungen. Dazu gehörten unter anderem das United States Army War College, die Rutgers University, die University of Maryland und die George Washington University. 
In seinen jüngeren Jahren absolvierte er den für Offiziere in den niederen Rangstufen üblichen Dienst in verschiedenen Einheiten und Standorten. Zwischenzeitlich wurde er auch als Stabsoffizier eingesetzt. In den Jahren 1945 und 1946 diente er in der 6. US-Armee in Japan. Wolff war auch im Koreakrieg eingesetzt. Dort war er zunächst Kompanieführer und danach Bataillonskommandeur. Auch hier war er in Gefechte verwickelt, wofür er erneut mit dem Silver Star ausgezeichnet wurde. 
In den Jahren nach dem Koreakrieg setze Wolff seine Offizierslaufbahn an verschiedenen Einsatzorten und auch als Stabsoffizier fort. In den Jahren 1967 und 1968 kommandierte er den Infantry Training Center in Fort Benning in Georgia. Anschließend war er bis 1969 stellvertretender Kommandeur des US-Army Training Centers in Fort Dix in New Jersey. Danach wurde er in den Fernen Osten versetzt, wo er am Vietnamkrieg teilnahm. Dort war zunächst als Assistant Division Commander Stabsoffizier in der 1. US-Infanteriedivision. Danach kommandierte er im Jahr 1970 das Capital Military District Headquarters, eine aus französischen, südvietnamesischen und amerikanischen Streitkräften bestehende Militärbasis bei Saigon. 
In den Jahren 1970 bis 1972 leitete Wolff die United States Army Security Agency. Im Jahr 1972 wurde er erster Kommandeur der neuen Einheit Central Security Service. Anschließend war er zwischen 1975 und 1977 stellvertretender Kommandeur des in Frankfurt stationierten V. US-Korps. Im Jahr 1977 übernahm er als Nachfolger von Thomas U. Greer das Kommando über die damalige United States Army Pacific bzw. über das im Jahr 1979 nach einer Umbenennung daraus entstandene United States Army Western Command. Beide Kommandos umfassten in etwa die gleichen Aufgaben und waren direkte Vorläufer der heutigen United States Army Pacific. Das Hauptquartier befand sich in Fort Shafter bei Honolulu auf Hawaii. Nachdem er sein Kommando im Jahr 1981 an Eugene P. Forrester übergeben hatte, ging er in den Ruhestand. 
Er verbrachte seinen Lebensabend in Honolulu, seinem letzten Stationierungsort beim Militär. Er starb am 17. April 2009 und wurde auf dem dortigen National Memorial Cemetery of the Pacific beigesetzt.

## Orden und Auszeichnungen
Herbert Wolff erhielt im Lauf seiner militärischen Laufbahn unter anderem folgende Auszeichnungen:
- Army Distinguished Service Medal
- Silver Star
- Legion of Merit
- Distinguished Flying Cross
- Bronze Star Medal
- Air Medal
- Joint Service Commendation Medal
- Army Commendation Medal
- Purple Heart
- Presidential Unit Citation
- Good Conduct Medal
- American Campaign Medal
- Asiatic-Pacific Campaign Medal
- World War II Victory Medal
- Army of Occupation Medal
- National Defense Service Medal
- Korean Service Medal
- Vietnam Service Medal
- Philippine Liberation Medal (Philippinen)
- National Order of Vietnam (Südvietnam)
- Gallantry Cross (Südvietnam)
- Armed Forces Honor Medal (Südvietnam)
- Philippine Republic Presidential Unit Citation (Philippinen)
- Republic of Korea Presidential Unit Citation (Südkorea)
- Civil Actions Medal (Südvietnam)
- United Nations Korea Medal (UNO)
- Vietnam Campaign Medal (Südvietnam)
- Combat Infantryman Badge